# 10416 Kottler
10416 Kottler este un asteroid care intersectează orbita planetei Marte.

## Descriere
10416 Kottler este un asteroid care intersectează orbita planetei Marte. El prezintă o orbită caracterizată de o semiaxă mare de 2,24 ua, o excentricitate de 0,40 și o înclinație de 20,3° în raport cu ecliptica.